# Étage 3 (époque)
Stratigraphie
Étage 2 Étage 4
Terreneuvien
L'étage 3 est un étage du Cambrien non encore nommé par la Commission internationale de stratigraphie, faisant suite à l'Étage 2 et précédant l'Étage 4. L'étage 3 correspond approximativement à l'Adtabanien, dénomination utilisée par les géologues travaillant en Sibérie 

## Biostratigraphie
Ses limites inférieure et supérieure ne soient pas officiellement définies. Toutefois, elles peuvent être rapprochées d'événements connus. Ainsi, la date de première apparition (FAD) des trilobites est évoquée par la Commission internationale de stratigraphie pour dater la base de la strate (≈521 Ma), bien que celle-ci soit sujette à caution en raison de différences à l'échelle planétaire quant à sa valeur. Il est donc plus probable qu'un  petit fossile coquillier, un archéocyathe ou encore le mollusque Watsonella crosbyi  soient finalement choisis. De même, le toît de la strate, qui correspond à la limite avec l'Étage 4, pourrait être attribué à l'apparition des trilobites éodiscoïdes Hebediscus, Callodiscus, Serrodiscus et Triangulaspis ou encore de genres de trilobites comme Olenellus, Redlichia, Judomia ou Bergeroniellus, aux alentours d'il y a 514 millions d'années.